# 西风号无人机
西风号无人机，又譯和風號、泽弗号，是由英国企业凯奈蒂克公司制造的超轻型太阳能无人飞行器。
2010年7月9日－7月23日，西风号连续飞行336小時又21分鐘（2週，14天）后安全降落，从而打破太阳能无人飞行器单次飞行时间最长的世界纪录。
值得注意的是，由於其無法載人，引此在專業航空學中定義其為无人飞行器，而非無人飛機。

## 技术参数
这是原型机的参数：
- 翼展：18米
- 重量：30 - 34千克
- 最大载重量：约 2千克
- 最大爬升高度：超过 18千米
- 最大身高：7.2米